# Каллауэй (тауншип, Миннесота)
Каллауэй (англ. Callaway) — тауншип в округе Бекер, Миннесота, США. На 2000 год его население составило 260 человек.

## География
По данным Бюро переписи населения США площадь тауншипа составляет 91,4 км², из которых 87,7 км² занимает суша, а 3,7 км² — вода (4,00 %).

## Демография
По данным переписи населения 2000 года здесь находились 260 человек, 94 домохозяйства и 73 семьи.  Плотность населения —  3,0 чел./км².  На территории тауншипа расположено 103 постройки со средней плотностью 1,2 построек на один квадратный километр. Расовый состав населения: 70,77 % белых, 17,31 % коренных американцев и 11,92 % приходится на две или более других рас. Испанцы или латиноамериканцы любой расы составляли 1,92 % от популяции тауншипа.
Из 94 домохозяйств в 29,8 % воспитывались дети до 18 лет, в 62,8 % проживали супружеские пары, в 8,5 % проживали незамужние женщины и в 22,3 % домохозяйств проживали несемейные люди. 22,3 % домохозяйств состояли из одного человека, при том 4,3 % из — одиноких пожилых людей старше 65 лет. Средний размер домохозяйства — 2,77, а семьи — 3,23 человека.
28,1 % населения — младше 18 лет, 9,2 % — в возрасте от 18 до 24 лет, 24,2 % — от 25 до 44, 24,6 % — от 45 до 64, и 13,8 % — старше 65 лет. Средний возраст — 38 лет. На каждые 100 женщин приходилось 104,7 мужчин.  На каждые 100 женщин старше 18 приходилось 120,0 мужчин.
Средний годовой доход домохозяйства составлял 33 542 доллара, а средний годовой доход семьи —  35 750 долларов. Средний доход мужчин —  25 417  долларов, в то время как у женщин — 19 167. Доход на душу населения составил 14 020 долларов. За чертой бедности находились 13,0 % семей и 13,8 % всего населения тауншипа, из которых 21,9 % младше 18 и 19,4 % старше 65 лет.